# Зейдвелд
Зейдвелд (нід. Zuidveld) — селище в нідерландській провінції Дренте. Входить до муніципалітету Мідден-Дренте. Його населення станом на 2005 рік складало 80 осіб.